# Enrico Mainardi

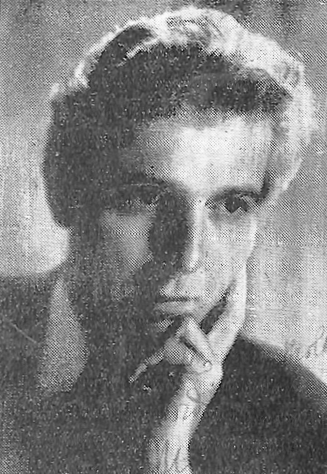
Enrico Mainardi (vor 1949)

Enrico Mainardi (* 19. Mai 1897 in Mailand; † 10. April 1976 in München) war ein italienischer Cellist, Komponist und Dirigent.

## Leben
Enrico Mainardi besuchte das Konservatorium in Mailand, wo er ein Schüler des Cellisten Giuseppe Magrini war. 1912 studierte er an der Berliner Musikhochschule bei Hugo Becker. 1917 erlangte er das Diplom im Fach Komposition bei Giacomo Orefice in Mailand.
Bereits 1910, im Alter von dreizehn Jahren begann seine Laufbahn als Cello-Virtuose in vielen Konzertsälen Europas (u. a. Mailand, Genf, Berlin, Paris, London, Wien und Hamburg). 
Ein Schwerpunkt seiner Konzerttätigkeit wurde Deutschland. Ab 1924 war Mainardi (neben Stefan Auber) Solocellist der Dresdner Philharmonie unter Eduard Mörike. Zusammen mit den Violinisten Szymon Goldberg und Joseph Lasek sowie Herbert Ronnefeld (Viola) trat er als „Streichquartett der Dresdner Philharmonie“ auf. 1929 holte ihn Erich Kleiber an die Staatsoper Unter den Linden in Berlin, wo Mainardi bis 1932 engagiert war. Danach gab er den Orchesterdienst auf und war ausschließlich als Solist, Kammermusikspieler, Komponist und Musikpädagoge tätig.
Enrico Mainardi wirkte als Lehrer an der Hochschule für Musik in Berlin, an der Accademia Santa Cecilia in Rom (1933 bis 1968) und bei den Sommerkursen in Salzburg und Luzern. Er hatte einige berühmt gewordene Cellisten als Schüler, darunter Siegfried Palm, Miklós Perényi, Michael Steinkühler, Heidi Litschauer und Joan Dickson.
Mit Edwin Fischer (Klavier) und Georg Kulenkampff (Violine), später Wolfgang Schneiderhan (Violine), bildete Mainardi ein berühmtes Trio. Er trat auch gemeinsam mit dem Pianisten Sebastian Peschko auf.
Außerdem gründete er 1967 ein Trio mit dem Pianisten Guido Agosti und dem Flötisten Severino Gazzelloni.
In den 1950er Jahren analysierte Mainardi die sechs Suiten für Violoncello solo von Joh. Seb. Bach und gab sie bei Schott mit neuen Bogenstrichen und Fingersätzen heraus. Dazu schrieb er: „Die Bogenstriche und Fingersätze dieser Ausgabe sind festgelegt worden in der Absicht, den 'linearen Kontrapunkt', der das formgebende Prinzip der Violoncello-Suiten von Bach ist, so deutlich wie möglich zu machen. Dies suchte ich zu erreichen mit Hilfe des Gegensatzes, der aus einem bewussten Wechsel zwischen Gebunden und Nichtgebunden entsteht, sowie durch die Ausnutzung der verschiedenen Klangfarben der vier Cellosaiten.“
Enrico Mainardi war jahrelang mit der Schauspielerin Marianne Hold liiert. Seine Frau Ada Colleoni-Mainardi hatte eine Liaison mit Arturo Toscanini.
Als Komponist schuf er Orchesterwerke, fünf Konzerte für Violoncello und Orchester und Kammermusik. Der Nachlass Enrico Mainardis befindet sich im Bestand des Deutschen Komponistenarchivs im Europäischen Zentrum der Künste Hellerau.
Enrico Mainardi wurde auf dem Friedhof von Breitbrunn am Ammersee beigesetzt.